# Coppa Val d'Olona 1909
La Coppa Val d'Olona 1909, quarta edizione della corsa, si svolse il 29 agosto 1909 su un percorso di 240 km. La vittoria fu appannaggio dell'italiano Mario Bruschera, che precedette i connazionali Clemente Canepari e Giuseppe Brambilla.
Sul traguardo di Legnano 34 ciclisti portarono a termine la competizione. 

## Ordine d'arrivo (Top 10)
| Pos. | Corridore          | Squadra         | Tempo    |
| ---- | ------------------ | --------------- | -------- |
| 1    | Mario Bruschera    | Bianchi-Dunlop  | ?        |
| 2    | Clemente Canepari  | Bianchi-Dunlop  | s.t.     |
| 3    | Giuseppe Brambilla | Atala-Dunlop    | s.t.     |
| 4    | Enrico Sala        | Bianchi-Dunlop  | s.t.     |
| 5    | Eberardo Pavesi    | Atala-Dunlop    | a 7'00"  |
| 6    | Alfredo Sivocci    | -               | s.t.     |
| 7    | Cesare Zanzottera  | -               | a 8'00"  |
| 8    | Domenico Cittera   | Legnano-Pirelli | s.t.     |
| 9    | Gaetano Caravaglia | -               | s.t.     |
| 10   | Andrea Massironi   | Dei-Pirelli     | a 18'00" |